# Psiram
Psiram ist eine der Skeptikerbewegung nahestehende Website, die sich selbst als „Verbraucherschutzseite“ und als „Wiki der irrationalen Überzeugungssysteme“ beschreibt und sich gegen Pseudowissenschaft, Esoterik und Verschwörungstheorien wendet. Die Betreiber sowie die Autoren der Website sind anonym. Das Akronym Psiram wird aus Pseudowissenschaft, Irrationale Überzeugungssysteme, Alternative Medizin hergeleitet. Thematisch werden die vier Kernbereiche Glaubenssysteme, Beutelschneidereien, Pseudowissenschaften und pseudowissenschaftliche Heilmethoden kritisch betrachtet. Die Website existiert seit 2007. Bis Juli 2012 trug das Internetportal den Namen EsoWatch.

## Technische Aspekte und Struktur
Das Angebot besteht aus einem mehrsprachigen digitalen Lexikon, einem Blog und einem Diskussionsforum. Psiram verwendet für die lexikalische Darstellung der Beiträge die MediaWiki-Software. Dazu gehören mit Stand vom Januar 2022 über 4000 esoterikkritische, meist deutschsprachige Artikel im Stil der Wikipedia, die von 130 freigeschalteten Autoren eingestellt wurden. Die Autoren schreiben pseudonym, die Betreiber der Website sind nicht öffentlich bekannt. Das anonyme Auftreten dient laut Psiram dem Schutz der Autoren vor möglichen Belästigungen.
Die Domain esowatch.com wurde laut eigener Auskunft über eine Firma in Hongkong registriert, neue Autoren werden auf Anfrage zugelassen.
Einige ähnlich klingende oder unter anderer TLD laufende Domainnamen werden von Psiram-Gegnern betrieben (Cybersquatting).

## Rezeption
Im Jahr 2010 wurde Esowatch in der Computerzeitschrift c’t unter der Rubrik Websites aktuell vorgestellt. Demnach widme sich Esowatch dem Kampf gegen Aberglauben, Scharlatanerie und Pseudowissenschaft, und die Einträge im Lexikon seien umfangreich mit Quellen versehen und stellten eine „Fundgrube für naturwissenschaftlich haltbare Argumente“ dar.
Michael Utsch von der Evangelischen Zentralstelle für Weltanschauungsfragen wandte sich 2012, kurz nach der Umbenennung des Wikis in Psiram, vor allem gegen die mangelnde Transparenz in einem „Internet-Krieg um Alternativmedizin“. Bei Psiram sah er neben den differenzierten Informationen auch heftige Übertreibungen und Polemiken. Zudem würden Psiram-Gegner die Nutzer mit ähnlich benannten Angeboten wie „Psiram.de“ gezielt in die Irre führen, wie es zuvor auch schon bei EsoWatch der Fall war.

## Interviews
- Interview von Elke Wittich: Geschwafel über Feinstofflichkeit. In: Jungle World. Nr. 43, 25. Oktober 2012, zuletzt aufgerufen am 30. Dezember 2018.
- Ralph Glander: Den Wahnsinn im Zaum halten. (Memento vom 30. Dezember 2018 im Internet Archive) Interview mit Psiram. Bayerischer Rundfunk, 14. Februar 2014 (Archiv-Version).
- Sebastian Bartoschek: Keine Position ist meist die falsche. Interview mit Esowatch im Skeptiker 2/2012, S. 91–94.
- Sebastian Bartoschek: Gedankenwelten. Interviews zwischen Science und Fiction. 1. Auflage. JMB Verlag, Hannover 2013, ISBN 978-3-944342-10-8, S. 69–77.